# Webera limbata
Webera limbata là một loài rêu trong họ Bryaceae. Loài này được Müll. Hal. A. Jaeger mô tả khoa học đầu tiên năm 1875.